# Timm Vladimir
Timm Vladimir Nysom Laustsen (* 22. Juni 1968 in Frederiksberg) ist ein dänischer Schauspieler und Moderator.

## Leben und Wirken
Timm Vladimir wuchs als Sohn des Lebensmittelhändlers Bo Nysom Laustsen († 2017) und der Pädagogin Marianne Klausen in Frederiksberg auf.
Nach seinem Schulabschluss absolvierte er von 1985 bis 1989 seine Schauspielausbildung an der Schauspielschule des Aarhus Teater, wo er auch sein Bühnendebüt als Darsteller hatte und dort anschließend bis zum Jahr 1993 als festes Ensemblemitglied engagiert war. Als Bühnendarsteller wirkte er an verschiedenen Theaterhäusern in zahlreichen Theaterstücken, Musicals, Operetten und in Kabarett-Programmen mit. Seit dem Jahr 1985 hat er als Schauspieler vor der Kamera in mehreren dänischen Filmen und in Fernsehserien mitgewirkt. In den 1990er-Jahren bildete er gemeinsam mit Gordon Kennedy ein in Dänemark sehr beliebtes Komikerduo. Er ist auch als Drehbuchautor für Fernsehserien tätig und ist zudem als Synchronsprecher für Zeichentrickfilme aktiv, wie beispielsweise für Ice Age oder The LEGO Movie.
Seit Ende der 1990er-Jahre ist er im dänischen Fernsehen auch umfangreich als Moderator tätig und moderierte dabei mehrere Talkshows auf dem Sender TV 2 und mehrere Kochsendungen auf dem Sender TV3. Er moderierte auch mehrmals den Danish Music Awards und den Dansk Melodi Grand Prix, den dänischen Vorentscheid zum Eurovision Song Contest.

## Privates
Timm Vladimir war in erster Ehe von Juni 1997 bis zum Jahr 2003 mit der Schauspielerin Linda Elvira Kristensen (* 1966) verheiratet. Die Ehe blieb kinderlos. 
In zweiter Ehe war er von August 2008 bis zum Jahr 2021 mit der Autorin Katrine Engberg verheiratet. Aus der Ehe ging ein Sohn (* 2009) hervor.
Timm Vladimir lebt im Kopenhagener Stadtteil Valby.

## Filmografie (Auswahl)
- 1985: Den kroniske uskyld
- 1995: Ein Zirkus für Sarah
- 1995: Juletestamentet (Fernsehserie, 24 Folgen)
- 1997: Fusion
- 2000: Unit One – Die Spezialisten (Fernsehserie, 2 Folgen)
- 2005: Danmarks sjoveste mand
- 2007: Bedingungslos
- 2011: Carmen und Colombo (Fernsehserie, 1 Folge)
- 2011–2012: Lykke (Fernsehserie, 18 Folgen)
- 2012–2014: Pendlerkids (Fernsehserie, 45 Folgen)
- 2013: Detektiverne
- 2023: Helt Ny (Fernsehserie, 1 Folge)